# Пано

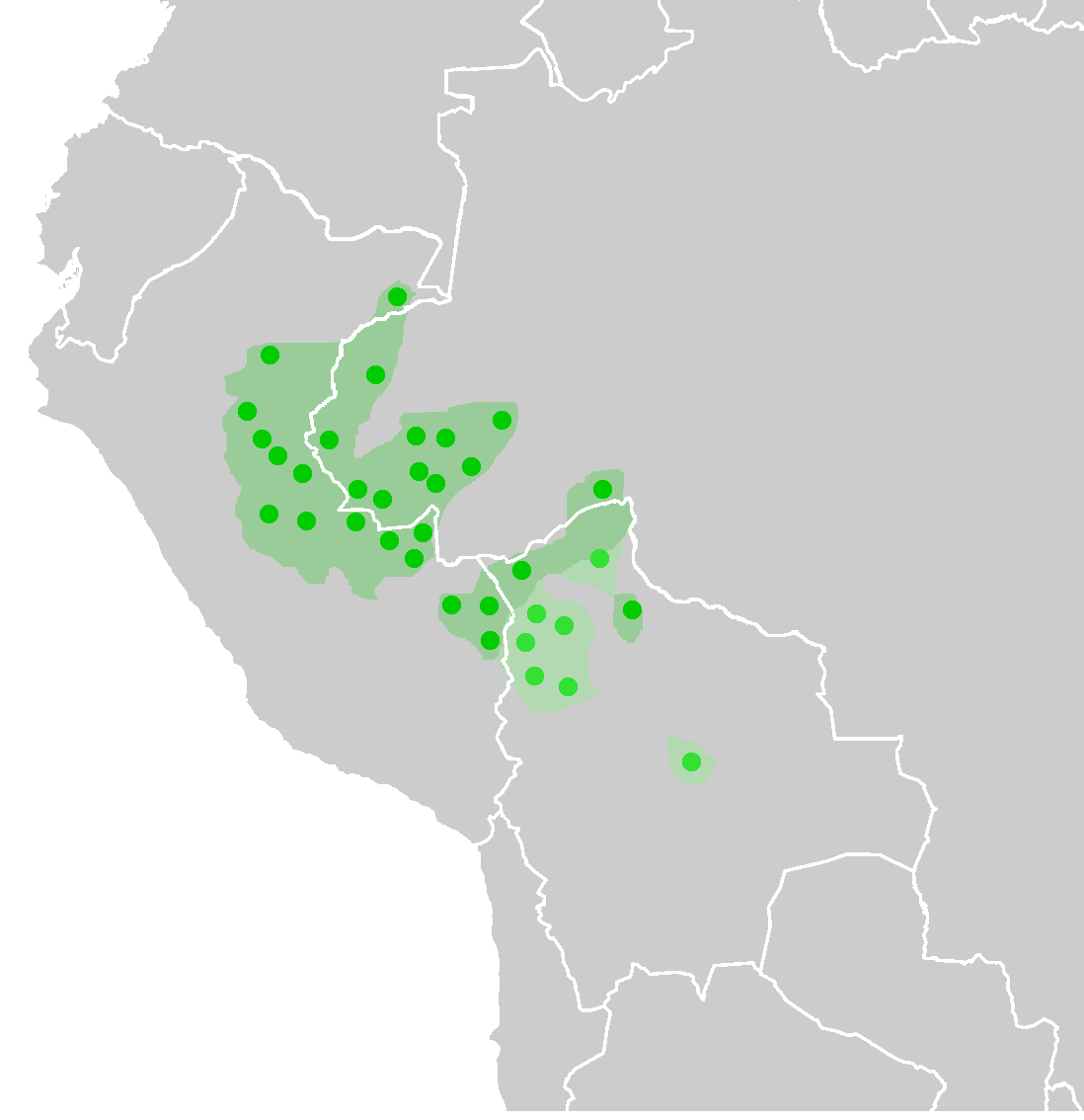
Мапа поширення мов пано

Па́но (pano) — група індіанських племен мовної сім'ї пано. Належать до американської раси великої монголоїдної раси.

## Розселення
Проживають головним чином у вологих екваторіальних лісах районів річок Укаялі, Жаварі та Журуа в Бразилії, на південь від річки Мараньйон і на схід від річки Уайяґа в Перу, а також у Північній Болівії

## Чисельність
Чисельність станом на 1988 рік становила понад 30 тис. чол.: 30 тис. у Перу, у Бразилії і Болівії — по 1 тис.

## Племена
Група складається із таких племен:
- амауака
- майоруна,
- ремо,
- майю,
- шетебо,
- накагуара,
- арарауа,
- кашинауа,
- контанауа,
- чама та ін.

Основна традиційна соціальна одиниця — община в кілька десятків чоловік (сезонно поділяється на дрібніші господарскі групи). Влада вождів незначна.

## Господарювання
Знаходяться на різних етапах переходу від родо-племінного укладу життя. Основне заняття — підсічно-вогняне землеробство (маніок та кукурудза) в поєднанні з полюванням (черепахи), рибальством та збиральництвом. Плем'я майоруна живе переважно збиральництвом, деякі річкові кочівники, що живуть у човнах. Деякі індіанці пано наймаються на працю, ведуть товарообмін (черепаховий жир, мед, віск, какао, в'ялена риба).

## Вірування
Різноманітні традиційні вірування зазнали сильного впливу католицької церкви.